# Maricotinha - Ao Vivo
Maricotinha - Ao Vivo é um álbum ao vivo da cantora brasileira de MPB Maria Bethânia, lançado pela Biscoito Fino em CD, DVD e download digital, e mostra a turnê Maricotinha.
O show, com direção de Fauzi Arap, foi gravado em CD em dezembro de 2001, na extinta casa de espetáculos Direct TV Hall, em São Paulo, enquanto que a versão em DVD foi gravada em abril de 2002, na casa de espetáculos Canecão, Rio de Janeiro, sob produção da Sarapuí Produções Artísticas, e direção de André Horta.

## Lista de faixas

### DVD
| N.º            | Título                                                | Compositor(es)                           | Duração |  |
| 1.             | "Abertura: Dionísia Número 1"                         | Jaime Alem                               | 0:33    |  |
| 2.             | "A Moça do Sonho"                                     | Edu Lobo e Chico Buarque                 | 1:04    |  |
| 3.             | "Sou Eu Mesmo o Trocado" (Texto)                      | Fernando Pessoa                          | 0:42    |  |
| 4.             | "O Quereres"                                          | Caetano Veloso                           | 2:57    |  |
| 5.             | "Pau-de-arara"                                        | Guio de Morais e Luiz Gonzaga            | 1:24    |  |
| 6.             | "Dona do Dom"                                         | Chico César                              | 3:04    |  |
| 7.             | "Festa"                                               | Gonzaga Júnior                           | 2:23    |  |
| 8.             | "A Moça do Sonho" (Trecho)                            | Edu Lobo e Chico Buarque                 | 1:06    |  |
| 9.             | "Eu Não Sabia, Tu Não Sabias" (Texto)                 | Ferreira Gullar                          | 0:49    |  |
| 10.            | "Fotografia"                                          | Tom Jobim e Aloísio de Oliveira          | 1:51    |  |
| 11.            | "Anos Dourados"                                       | Tom Jobim e Chico Buarque                | 2:37    |  |
| 12.            | "Todo o Amor que Houver Nessa Vida"                   | Cazuza e Frejat                          | 1:52    |  |
| 13.            | "De Todas as Maneiras"                                | Chico Buarque                            | 1:34    |  |
| 14.            | "Eu Quero Ser Possuída por Você" (Texto)              | José Vicente                             | 1:03    |  |
| 15.            | "Seu Jeito de Amar"                                   | Gilson e Joran                           | 1:02    |  |
| 16.            | "Negue"                                               | Adelino Moreira e Enzo de Almeida Passos | 1:52    |  |
| 17.            | "Sob Medida"                                          | Chico Buarque                            | 2:12    |  |
| 18.            | "Fera Ferida"                                         | Roberto Carlos e Erasmo Carlos           | 3:32    |  |
| 19.            | "Casinha Branca"                                      | Gilson e Joran                           | 2:06    |  |
| 20.            | "O Canto de Dona Sinhá (Toda Beleza que Há)"          | Vanessa da Mata                          | 1:51    |  |
| 21.            | "O Tempo e o Rio"                                     | Edu Lobo e Capinan                       | 0:28    |  |
| 22.            | "Menininha"                                           | Vinícius de Moraes e Toquinho            | 0:54    |  |
| 23.            | "Poema do Menino Jesus" (Texto)                       | Fernando Pessoa                          | 3:43    |  |
| 24.            | "O Doce Mistério da Vida" (Ah! Sweet Mystery of Life) | Victor Herbert, versão: Alberto Ribeiro  | 1:45    |  |
| 25.            | "Maricotinha"                                         | Vinícius de Moraes e Toquinho            | 2:33    |  |
| 26.            | "Baila Comigo / Shangrilá"                            | Rita Lee                                 | 3:28    |  |
| 27.            | "Cantada (Depois de Ter Você)"                        | Adriana Calcanhoto                       | 1:40    |  |
| 28.            | "Nossa Canção"                                        | Luiz Airão                               | 1:34    |  |
| 29.            | "Sábado em Copacabana"                                | Dorival Caymmi e Carlos Guinle           | 2:30    |  |
| 30.            | "Boites" (Texto)                                      | Maria Bethânia                           | 2:19    |  |
| 31.            | "Se Eu Morresse de Saudades"                          | Gilberto Gil                             | 3:01    |  |
| 32.            | "Álibi"                                               | Djavan                                   | 2:21    |  |
| 33.            | "Nem Sol, Nem Lua, Nem Eu"                            | Lenine e Edu Falcão                      | 2:07    |  |
| 34.            | "Quando o Amor Vacila" (Texto)                        | Autor Desconhecido                       | 1:45    |  |
| 35.            | "Noite de Estrelas"                                   | Roberto Mendes e Ana Basbaum             | 1:52    |  |
| 36.            | "Quem é Essa Agora" (Texto)                           | Lya Luft                                 | 0:24    |  |
| 37.            | "Pra Rua Me Levar"                                    | Totonho Villeroy e Ana Carolina          | 2:39    |  |
| 38.            | "Senhores, Sou um Poeta" (Texto)                      | Natália Correia                          | 0:29    |  |
| 39.            | "Apesar de Você"                                      | Chico Buarque                            | 2:31    |  |
| 40.            | "A Moça do Sonho" (Trecho)                            | Edu Lobo e Chico Buarque                 | 0:31    |  |
| 41.            | "Opinião"                                             | Zé Keti                                  | 0:17    |  |
| 42.            | "Rosa dos Ventos"                                     | Chico Buarque                            | 1:57    |  |
| 43.            | "E Depois de uma Tarde" (Texto)                       | Shopia de Mello Breyner                  | 0:28    |  |
| 44.            | "Amor de Índio"                                       | Beto Guedes e Ronaldo Bastos             | 3:35    |  |
| 45.            | "Agradecimentos" (Texto)                              |                                          | 1:05    |  |
| 46.            | "Explode Coração"                                     | Gonzaguinha                              | 2:52    |  |
| Duração total: | Duração total:                                        | Duração total:                           | 1:25:56 |  |

| Extras         |                |         |  |
| N.º            | Título         | Duração |  |
| 1.             | "Making of"    | 7:32    |  |
| 2.             | "Entrevista"   | 26:29   |  |
| 3.             | "Discografia"  |         |  |
| Duração total: | Duração total: | 34:01   |  |

| Bônus          |                                       |                                |         |  |
| N.º            | Título                                | Compositor(es)                 | Duração |  |
| 1.             | "Voz Vitoriosa" (Clipe)               | Caetano Veloso e Wally Salomão | 1:53    |  |
| 2.             | "Coração Ateu" (Clipe)                | Sueli Costa                    | 2:12    |  |
| 3.             | "Anos Dourados" (Câmera em Bethânia)  | Tom Jobim e Chico Buarque      | 2:33    |  |
| 4.             | "Casinha Branca" (Câmera em Bethânia) | Gilson e Joran                 | 2:15    |  |
| Duração total: | Duração total:                        | Duração total:                 | 8:53    |  |

### CD edownloaddigital
| Maricotinha - Ao Vivo CD 1 |                                                       |                                          |          |  |
| N.º                        | Título                                                | Compositor(es)                           | Duração  |  |
| 1.                         | "Abertura: Dionísia Número 1"                         | Jaime Alem                               | 1:15     |  |
| 2.                         | "A Moça do Sonho"                                     | Edu Lobo e Chico Buarque                 | 1:14     |  |
| 3.                         | "Sou Eu Mesmo o Trocado" (Texto)                      | Fernando Pessoa                          | 0:38     |  |
| 4.                         | "O Quereres"                                          | Caetano Veloso                           | 3:02     |  |
| 5.                         | "Pau-de-arara"                                        | Guio de Morais e Luiz Gonzaga            | 1:29     |  |
| 6.                         | "Dona do Dom"                                         | Chico César                              | 2:55     |  |
| 7.                         | "Festa"                                               | Gonzaga Júnior                           | 2:04     |  |
| 8.                         | "A Moça do Sonho" (Trecho)                            | Edu Lobo e Chico Buarque                 | 1:14     |  |
| 9.                         | "Eu Não Sabia, Tu Não Sabias" (Texto)                 | Ferreira Gullar                          | 0:51     |  |
| 10.                        | "Fotografia"                                          | Tom Jobim e Aloísio de Oliveira          | 1:43     |  |
| 11.                        | "Anos Dourados"                                       | Tom Jobim e Chico Buarque                | 2:36     |  |
| 12.                        | "Todo o Amor que Houver Nessa Vida"                   | Cazuza e Frejat                          | 1:47     |  |
| 13.                        | "De Todas as Maneiras"                                | Chico Buarque                            | 1:30     |  |
| 14.                        | "Eu Quero Ser Possuída por Você" (Texto)              | José Vicente                             | 1:07     |  |
| 15.                        | "Seu Jeito de Amar"                                   | Gilson e Joran                           | 1:24     |  |
| 16.                        | "Negue"                                               | Adelino Moreira e Enzo de Almeida Passos | 1:48     |  |
| 17.                        | "Sobre Todas as Coisas"                               | Edu Lobo e Chico Buarque                 | 2:10     |  |
| 18.                        | "Sob Medida"                                          | Chico Buarque                            | 2:08     |  |
| 19.                        | "Casinha Branca"                                      | Gilson e Joran                           | 2:15     |  |
| 20.                        | "O Canto de Dona Sinhá (Toda Beleza que Há)"          | Vanessa da Mata                          | 1:57     |  |
| 21.                        | "O Tempo e o Rio"                                     | Edu Lobo e Capinan                       | 0:28     |  |
| 22.                        | "Menininha"                                           | Vinícius de Moraes e Toquinho            | 0:57     |  |
| 23.                        | "Le Lac de Come" (Instrumental)                       | M. Gallus                                | 0:27     |  |
| 24.                        | "Poema do Menino Jesus" (Texto)                       | Fernando Pessoa                          | 3:35     |  |
| 25.                        | "O Doce Mistério da Vida" (Ah! Sweet Mystery of Life) | Victor Herbert, versão: Alberto Ribeiro  | 2:06     |  |
| Duração total:             | Duração total:                                        | Duração total:                           | 00:42:30 |  |

| Maricotinha - Ao Vivo CD 2 |                                  |                                 |          |  |
| N.º                        | Título                           | Compositor(es)                  | Duração  |  |
| 1.                         | "A Voz de Uma Pessoa Vitoriosa"  | Caetano Veloso e Wally Salomão  | 1:47     |  |
| 2.                         | "Maricotinha"                    | Vinícius de Moraes e Toquinho   | 2:37     |  |
| 3.                         | "Baila Comigo / Shangrilá"       | Rita Lee                        | 3:31     |  |
| 4.                         | "Cantada (Depois de Ter Você)"   | Adriana Calcanhoto              | 1:25     |  |
| 5.                         | "Nossa Canção"                   | Luiz Airão                      | 1:38     |  |
| 6.                         | "Sábado em Copacabana"           | Dorival Caymmi e Carlos Guinle  | 2:16     |  |
| 7.                         | "Boites" (Texto)                 | Maria Bethânia                  | 2:35     |  |
| 8.                         | "Se Eu Morresse de Saudades"     | Gilberto Gil                    | 2:47     |  |
| 9.                         | "Boites Sampa" (Texto)           | Maria Bethânia                  | 2:20     |  |
| 10.                        | "Ronda"                          | Paulo Vanzolini                 | 1:53     |  |
| 11.                        | "Álibi"                          | Djavan                          | 2:22     |  |
| 12.                        | "Nem Sol, Nem Lua, Nem Eu"       | Lenine e Edu Falcão             | 2:40     |  |
| 13.                        | "Quando o Amor Vacila" (Texto)   | Autor Desconhecido              | 1:52     |  |
| 14.                        | "Noite de Estrelas"              | Roberto Mendes e Ana Basbaum    | 1:48     |  |
| 15.                        | "Quem é Essa Agora" (Texto)      | Lya Luft                        | 0:26     |  |
| 16.                        | "Pra Rua Me Levar"               | Totonho Villeroy e Ana Carolina | 2:42     |  |
| 17.                        | "Senhores, Sou um Poeta" (Texto) | Natália Correia                 | 0:34     |  |
| 18.                        | "Apesar de Você"                 | Chico Buarque                   | 2:29     |  |
| 19.                        | "A Moça do Sonho" (Trecho)       | Edu Lobo e Chico Buarque        | 0:45     |  |
| 20.                        | "Opinião"                        | Zé Keti                         | 0:18     |  |
| 21.                        | "Rosa dos Ventos"                | Chico Buarque                   | 1:59     |  |
| 22.                        | "E Depois de uma Tarde" (Texto)  | Shopia de Mello Breyner         | 0:31     |  |
| 23.                        | "Amor de Índio"                  | Beto Guedes e Ronaldo Bastos    | 3:44     |  |
| 24.                        | "Coração Ateu"                   | Sueli Costa                     | 2:16     |  |
| Duração total:             | Duração total:                   | Duração total:                  | 00:47:03 |  |

- No formato download digital, o álbum é vendido como álbum único e não duplo como na versão em CD.

### Formatos
- CD – Digipak duplo incluindo 2 CDs contendo as 49 faixas do álbum.
- DVD – DVD contendo 45 faixas além de material extra mostrando Bethânia dentro de um barco, em Lisboa, onde fala de sua carreira e expressa suas opiniões, em 30 minutos de entrevista com Claudio Olivotto, e interpreta cinco canções ("Sonhei que estava um dia em Portugal", "Cheira a Lisboa", "Santo Antônio", "Saudade de Itapoã", "Meu Amor É Marinheiro"), acompanhada pelo violão de Jaime Alem. Conta ainda com material bônus, sendo os videoclipes de "A Voz de Uma Pessoa Vitoriosa", que mostra o Rio de Janeiro nos anos 60, e "Coração Ateu", que apresenta diversas cenas marinhas e fluviais, sob as bênçãos de Iemanjá e Oxum.Traz ainda as faixas "Anos Dourados" e "Casinha Branca" em ângulo diferente, com a câmera apenas em Bethânia. O DVD inclui ainda a discografia completa de Bethânia, com capa, contra-capa, ordem das canções e curiosidades sobre os lançamentos. Possui opções de legendas em português, inglês, francês e espanhol, além de cifras de todas as canções do espetáculo.
- Download digital – Contém as 49 faixas do lançamento em CD, porém vendido como álbum único.